# Submarino General O'Higgins (SS-23)
El General O'Higgins (SS-23) de la clase Scorpène fue botado el 1 de noviembre de 2003 e incorporado a la Fuerza de Submarinos de la Armada de Chile con puerto base en Talcahuano. Es la primera de dos unidades mandadas a construir al consorcio franco-español DCNS-Navantia. La proa se construyó en Francia y la popa en España. Se botó en presencia de la ministra de Defensa chilena Michelle Bachelet y se entregó en el puerto de Cherburgo, Francia. 

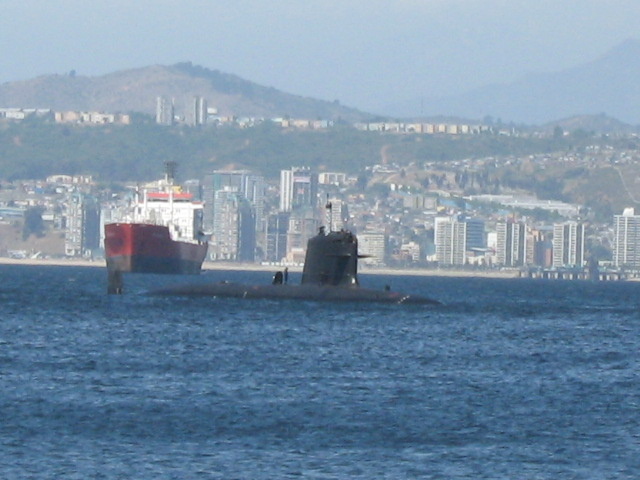
El General O'Higgins (SS-23) en el año 2007.

Estas dos unidades reemplazaron a los submarinos clase Oberon que habían estado en servicio 30 años en la Armada de Chile.
Su Comandante es el Capitán de Fragata Juan Cristóbal Sepúlveda Zúñiga .